# Gräberfeld von Almunge

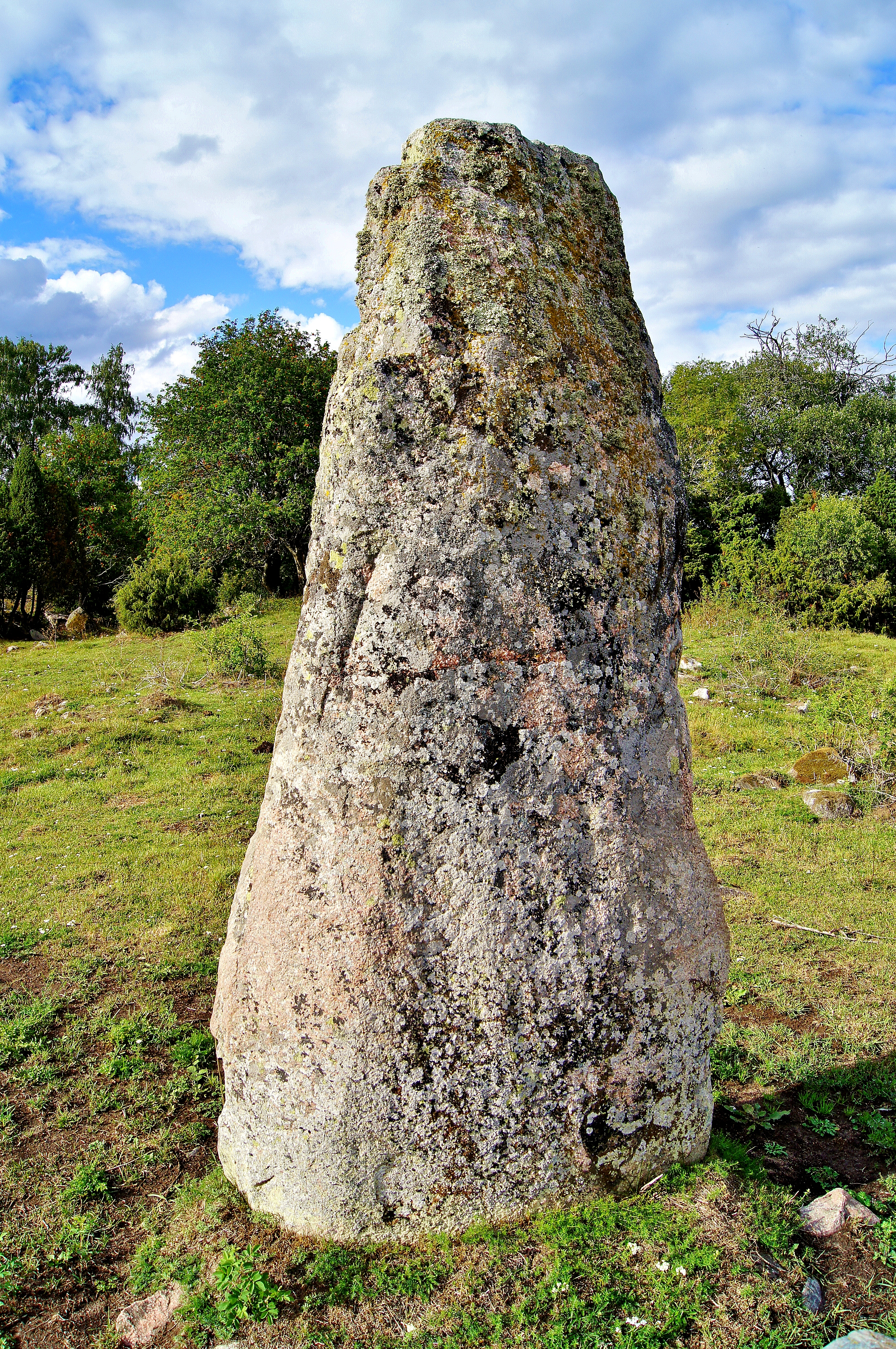
Gräberfeld von Almunge

Das Gräberfeld von Almunge (schwedisch Almunge gravfält – RAÄ-Nr: Almunge 132:1) liegt zwischen Uls-Väsby und Ösby bei Länna im Südosten von Uppsala in Schweden. In einem Gebiet von 16 km² liegen die Reste eines ansonsten abgetragenen Vulkanschlotes. Die Gesteine sind: Granite, Gneise, Granodiorit, Gabboide Gesteine. Nephelingneis von zahllosen Gängen von Syenit-Aplit durchzogen.
Das Gräberfeld misst etwa 100 × 45 m und besteht aus 23 runden Steinsetzungen von 3,0 bis 6,0 m Durchmesser und 0,2 bis 0,4 m Höhe und zwei Bautasteinen von 2,5 und 1,8 m Höhe, 1,3 und 0,9 m Breite und 0,4 m Dicke. Die Oberfläche des Feldes ist mit zahlreichen Steinen von 0,15–0,4 m Durchmesser übersät und mit Sträuchern und Birken bewachsen. In der Mitte liegt eine Grube von etwa 3,0 m Durchmesser und 0,3 m Tiefe.

Gräberfeld von Almunge
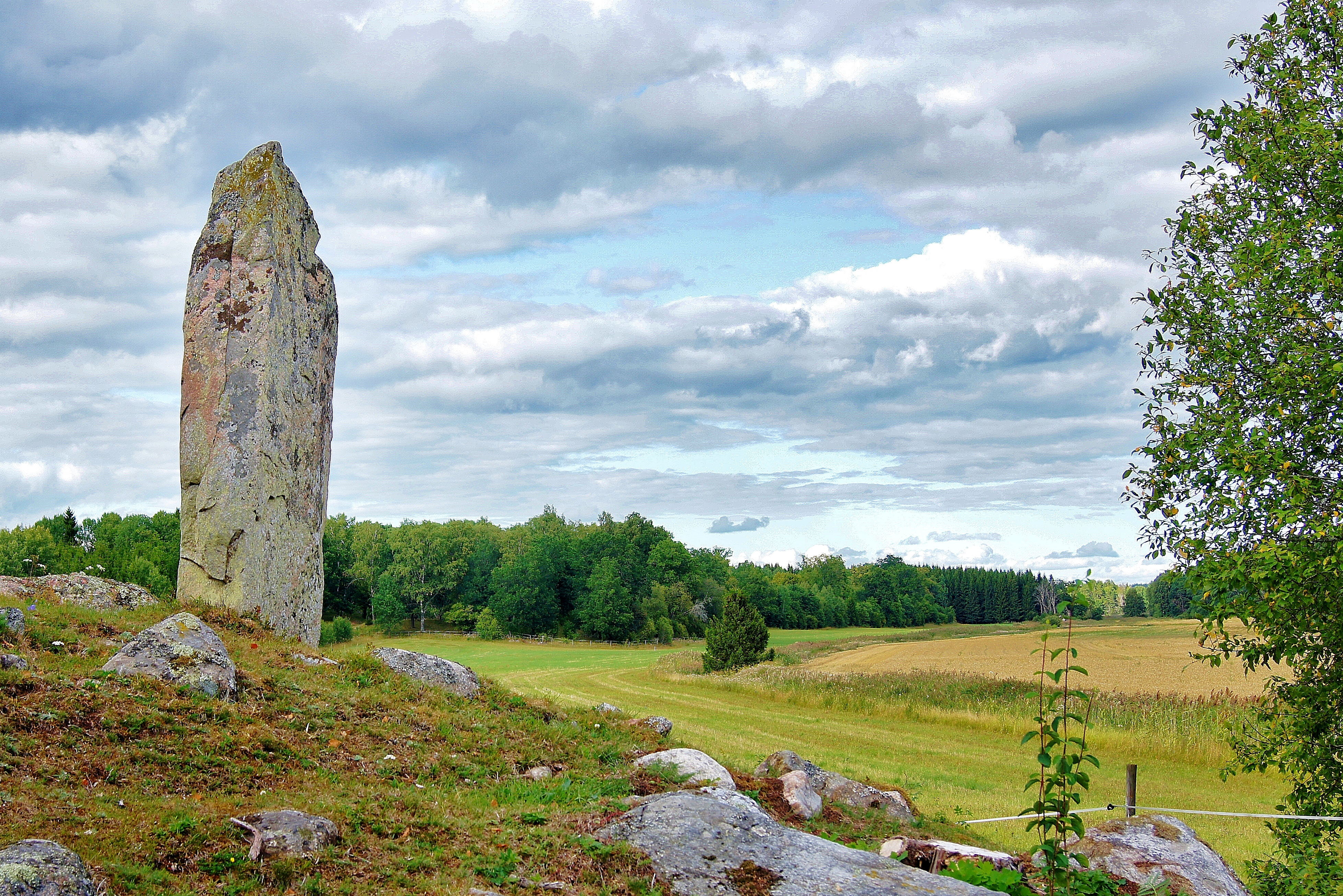
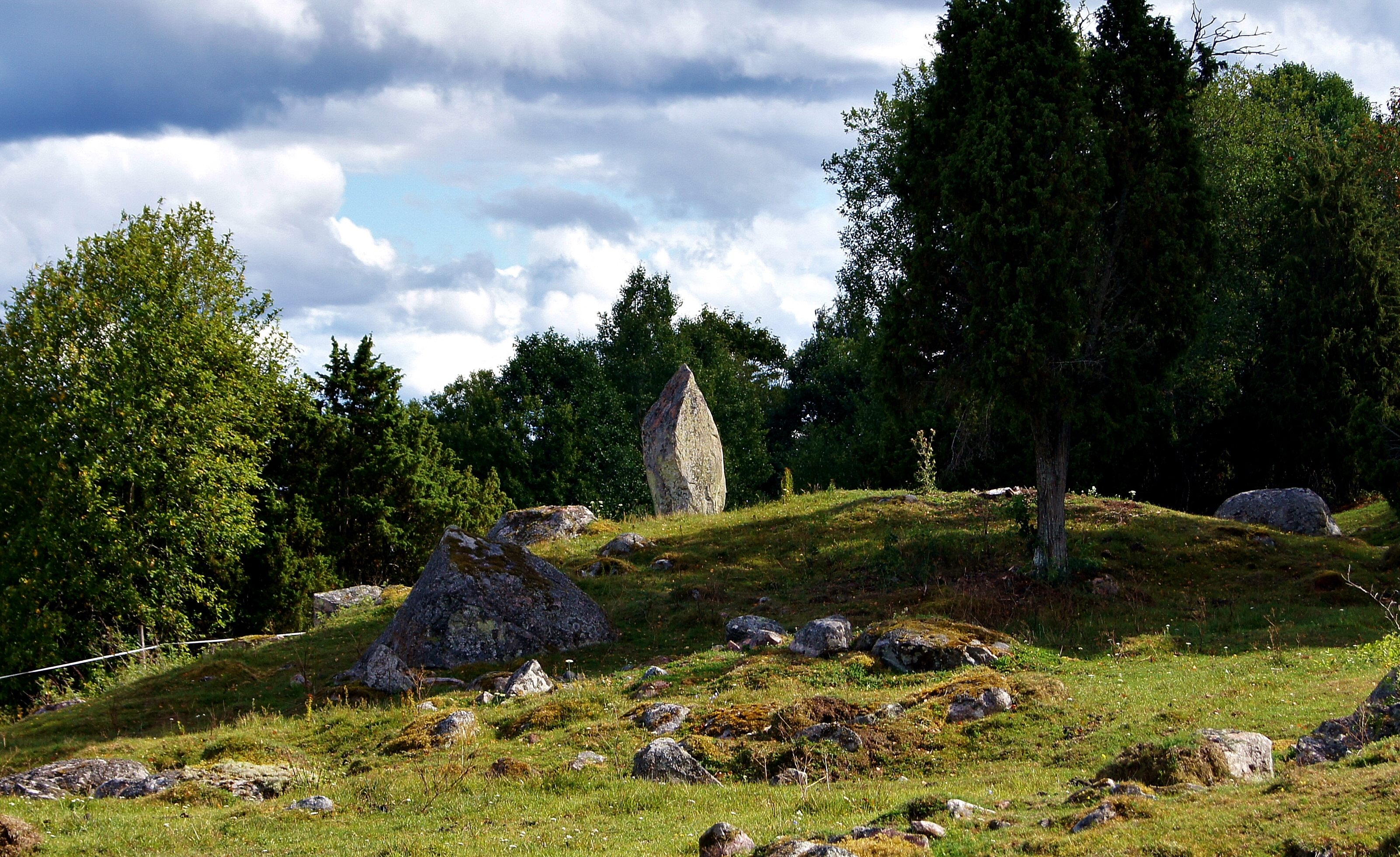